# Acide isopalmitique
L'acide isopalmitique, ou acide 14-méthylpentadécanoïque, est un acide gras saturé ramifié à 16 atomes de carbone présent dans le lait de vache et produits laitiers tels que le beurre. Il est synthétisé par condensations de Claisen successives de malonyl-CoA sur une amorce d'isobutyryl-CoA par des bactéries présentes notamment dans la panse des ruminants, selon une réaction globale qui peut s'écrire :
Isobutyryl-CoA + 6 malonyl-CoA +12 NADPH+H+ → acide isopalmitique + 6 CO2 + 12 NADP+ + 5 H2O + 7 CoA.